# 1924 год в изобразительном искусстве СССР
1924 год был отмечен рядом событий, оставивших заметный след в истории советского изобразительного искусства.

## События
- 26 января Петроград переименован в Ленинград.

- 29 января в Москве в Историческом музее открылась VI выставка картин и скульптуры АХРР «Революция, быт и труд». Среди 499 работ 134 авторов экспонировались произведения Михаила Авилова, Абрама Архипова, Михаила Бобышова, Александра Вахрамеева, Николая Дормидонтова, Юлия Клевера, Петра Котова, Василия Сварога, Рудольфа Френца,  Василия Хвостенко и других художников[1].

- 11 мая в Москве у здания Наркоминдел открыт бронзовый памятник В. В. Воровскому скульптора Я. Каца. В связи с установкой памятника и сносом находившейся на углу Кузнецкого Моста и Большой Лубянки Введенской церкви, освободившееся место получило название площади Воровского.

- В Ленинграде в залах Академии художеств открылась «Отчётная выставка работ студентов, окончивших Академию художеств». Экспонировались 364 произведения 46 выпускников факультетов живописи, скульптуры, полиграфии и архитектуры[2].

- 1 июня в Ленинграде в Музее города (бывшем Аничковом дворце) открылась последняя выставка группы художников «Мир искусства». Среди 351 работы 47 авторов экспонировались произведения Александра Бенуа, Георгия Верейского, Александра Головина, Мстислава Добужинского, Владимира Конашевича, Елизаветы Кругликовой, Дмитрия Митрохина, Анны Остроумовой-Лебедевой, Кузьмы Петрова-Водкина, Зинаиды Серебряковой и других художников[3].

- 12 августа в Ленинграде в залах Общества поощрения художеств (ул. Большая Морская, 38) открылась «Пятая выставка „Общины художников“»[4].

- В Ленинграде летом проведён конкурс проектов памятника В. И. Ленину на площади у Финляндского вокзала[5].

## Деятели искусства

### Родились
- 14 января — Сергей Крылов, живописец (ум. в 1987).
- 15 января — Иван Варичев, живописец-пейзажист, народный художник Российской Федерации.
- 17 марта — Алексей Цветков, скульптор-анималист (ум. в 2009).
- 2 апреля — Валентина Кравченко-Бувалец, живописец (ум. в 2006).
- 5 апреля — Борис Домашников, живописец, народный художник СССР (ум. в 2003).
- 22 апреля — Анатолий Наседкин, народный художник Украины (ум. в 1994).
- 26 июня — Андрей Марц, скульптор, заслуженный художник РСФСР, член-корреспондент Российской Академии художеств (ум. в 2002).
- 28 июня — Вадим Сидур, художник и скульптор (ум. в 1986).
- 4 июля — Юрий Скориков, живописец, заслуженный художник Российской Федерации (ум. в 1994).
- 6 августа — Пётр Коростелёв, живописец, Народный художник Российской Федерации.
- 26 августа — Олег Ломакин, живописец и график, Заслуженный художник Российской Федерации (ум. в 2010).
- 26 сентября — Сергей Фролов, живописец и график (ум. в 1998).
- 2 октября — Константин Молтенинов, живописец.
- 11 декабря — Захар Хачатрян, живописец, заслуженный художник Российской Федерации.
- 18 декабря — Николай Фурманков, живописец (ум. в 1986).
- 23 декабря — Фёдор Савостьянов, живописец, заслуженный художник Российской Федерации.

### Скончались
- 25 мая — Любовь Попова, живописец (род. в 1889).
- 26 октября — Александр Маковский, живописец, график, член Товарищества передвижных художественных выставок, академик и профессор Императорской Академии художеств (род. в 1869).
- 24 декабря — Юлий Клевер, живописец и педагог (род. в 1850).
- 28 декабря — Леон Бакст, живописец, сценограф, книжный иллюстратор, участник объединения «Мир искусства» и сотрудник Сергея Дягилева, с 1907 года живший преимущественно во Франции (род. в 1866).

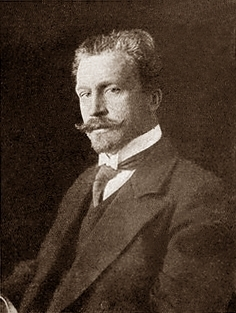
Александр Маковский
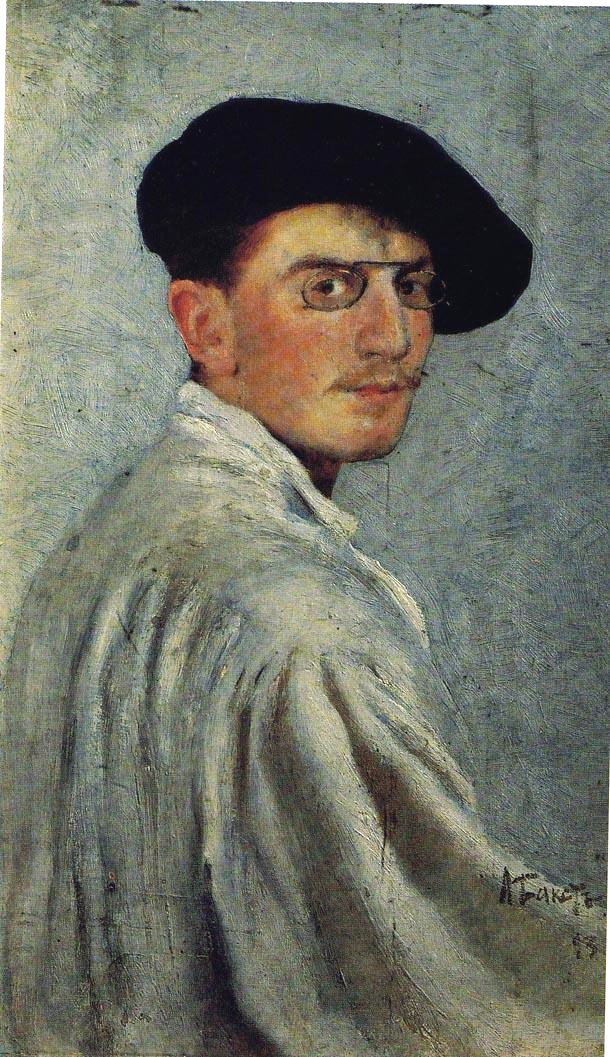
Леон Бакст
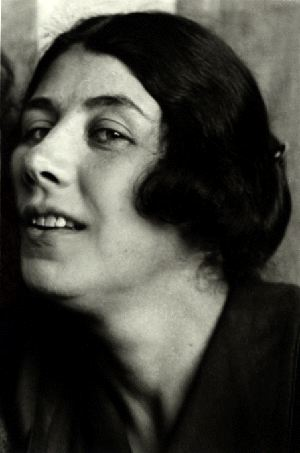
Любовь Попова